# Chapelle Saint-Jean-Baptiste d'Aucamville
Pour les articles homonymes, voir Chapelle Saint-Jean-Baptiste.
La chapelle Saint-Jean-Baptiste d'Aucamville est une chapelle située à Aucamville, en Tarn-et-Garonne, en région Occitanie (France).

## Description

### Histoire
La chapelle Saint-Jean-Baptiste prendrait ses fondations sur l'ancienne église Saint-Jean de Marguestand, attestée au XIIIe siècle, et qui se trouvait à proximité de la fontaine de Laparra. Celle-ci était alors réputée pour guérir les fièvres les plus fortes. La chapelle actuelle est donc construit au XVIIIe siècle, et devient dès lors un lieu de pèlerinage, où les fiévreux viennent jeter quelques pièces dans la fontaine de Laparra, avant de repartir sans un regard en arrière.
La chapelle Saint-Jean-Baptiste est inscrite au titre de monument historique, par arrêté du 14 décembre 1990.

### Architecture
Perdue au milieu d'un grand bosquet, la chapelle Saint-Jean-Baptiste est un petit bâtiment religieux construit en pisé, à chevet coupé, ne présentant pas de clocher. C'est une architecture moulée, qui reprend le modèle de construction de nombre de bâtiments vernaculaires utilisant la technique du torchis pur, utilisée jusqu'au début du XXe siècle.